# دونكان جيلز
دونكان جيلز هو منافس ألعاب قوى كندي، ولد في 3 يناير 1883 في جزيرة كيب بريتون في كندا، وتوفي في 2 مايو 1963 في فانكوفر في كندا.

## وصلات خارجية
- دونكان جيلز على موقع اللجنة الأولمبية الدولية (الإنجليزية)
- دونكان جيلز على موقع أوليمبيديا (الإنجليزية)
- دونكان جيلز على موقع قاعة كولومبيا البريطانية للمشاهير الرياضية (الإنجليزية)